# Le Révolutionnaire, l'Expert et le Geek
Le Révolutionnaire, l'Expert et le Geek est un essai politique de Gaspard Koenig publié en 2015 aux éditions Plon. 
L'auteur milite pour la mise en place d'un « jacobinisme libéral 2.0 » : l’État doit cesser de prétendre à diriger l'existence des individus, mais les aider à accéder à l'autonomie, notamment face à une évolution du monde présentée comme menaçante pour les libertés individuelles.
L'ouvrage est organisé en trois parties qui suivent le titre du livre. La première revient sur la Révolution française et sur la mise en place d'un État d'inspiration libérale, dont l'esprit nourrira le développement économique de la France au XIXe siècle. La deuxième dénonce l'évolution vers un État planificateur lors du régime de Vichy et à la Libération, et propose des mesures pour en sortir. La troisième présente l'évolution actuelle de l'économie sous l'influence du numérique, les menaces qu'il présente pour les libertés individuelles et la thèse du « jacobinisme libéral 2.0 », dont le rôle est de protéger l'individu face aux géants du Web.

## Contenu
(février 2018).
- Si vous ne connaissez pas le sujet, laissez ce bandeau (vous pouvez alors contacter les auteurs).
- Si vous supprimez le contenu mis en cause (vous pouvez préalablement contacter les auteurs),

argumentez précisément cette suppression dans la page de discussion
(un manque de référence n'est pas un argument ; une recherche réelle de référence doit avoir été effectuée, être formellement documentée).
L'auteur dénonce l'évolution négative du rôle de l'État, notamment depuis 1940. En le laissant régenter de plus en plus d'aspects de notre vie sociale, nous sommes entrés dans une servitude volontaire. Pour Gaspard Koenig, l'État doit laisser l'individu retrouver son autonomie et l'aider à s'émanciper.
La Révolution française a permis de définir un modèle de « jacobinisme libéral ». Il est fondé sur « le règne du droit et du marché comme outils d'émancipation individuelle » et garanti par un État central jacobin fort. La loi Le Chapelier sur les corporations permet la mise en place de ce nouveau modèle, qui sera ensuite développé au XIXe siècle et jusqu'à la Belle Époque, « apogée discrète du credo libéral » selon l'auteur qui regrette ce temps « où tout semblait possible, où mille règlements ne bridaient pas toute idée nouvelle, où l'on cherchait à créer plutôt qu'à préserver ».
Les années 30 et surtout le régime de Vichy mettent fin à la phase libérale de la France. L'État prend un nouveau rôle, celui de régenter la société. Il s'agit désormais de « décider de manière centrale de l'organisation optimale de la vie économique et sociale ». Le dirigisme se substitue au jacobinisme libéral : rétablissement des corporations sous la forme des ordres professionnels, statut de la fonction publique, politique familiale, carte d'identité, statistique nationale... A la Libération, on reprend ce modèle dirigiste, en instaurant par exemple un système monopolistique et obligatoire de sécurité sociale ou en créant des monopoles ou oligopoles (énergie, transports, finance). La figure emblématique de ce nouveau système est « l'expert », censé mieux connaître les besoins des citoyens qu'eux-même. Cette prise en main du destin des individus par des sachants est vigoureusement dénoncée par l'auteur, qui appelle à sortir de cet état de « servitude volontaire » où « l'État est devenu le bourreau de nos libertés. ». Cela passe par la reconstruction des libertés individuelles (liberté d'expression, libertés sociétales), le défaut sur la dette souveraine et la suppression de l'interventionnisme de l'État dans la sphère économique.
Après les époques du « révolutionnaire » et de « l'expert », nous entrons désormais dans une période dominée par une nouvelle figure emblématique, celle du « geek ». Les effets le la révolution numérique sont profonds : évolution de la propriété vers l'usage, disparition du salariat tel que nous le connaissons, domination de grands acteurs du Web à vocation monopolistique. Face à ce qu'il décrit comme des menaces pour l'individu, l'auteur affirme que « le chemin de l'autonomie ne peut passer que par l'État [...] qui se recentre sur son seul objectif légitime [...] : non pas de contrôler ni diriger les citoyens, mais leur donner les moyens de se réaliser en toute autonomie. » C'est le « jacobinisme libéral 2.0 ». Concrètement, il faut refondre le droit du travail et les droits sociaux (retraite) autour de l'actif plutôt que du salarié ; donner à chacun la souveraineté sur ses propres données ; rétablir les droits de propriété, notamment intellectuelle, en instaurant un système de nanopaiements ; instaure la « démocratie directe digitale » ; garantir la neutralité du monde, et notamment celle du Web face aux GAFA.

## Prix et critiques
- L'ouvrage a reçu en 2016 le prix Turgot décerné par le Cercle Turgot au meilleur livre d'économie financière de l'année[1].
- Le magazine Valeurs actuelles le qualifie de « plaidoyer alarmant et brillant pour les libertés individuelles »[2].
- La Fondation iFrap souligne « un opus important », « une approche accessible et dépaysante », des perspectives « vertigineuses », un ouvrage « qu'il faut lire ». Elle appelle toutefois à plus de précisions sur les mesures techniques[3].
- Le chef d'entreprise Pierre Chappaz, tout en partageant certains positions libérales de l'auteur, dénonce une vision pessimiste de la nouvelle économie et une solution trop jacobine, à laquelle il préfère une approche fondée sur la décentralisation et la subsidiarité[4].